# Guinevere Claeys
Guinevere Claeys (1979) is een Vlaams journaliste en schrijfster. Ze is actief als chef (en journaliste) van dS Weekblad, elke zaterdag bij De Standaard.

## Levensloop
Ze groeide op in het Provinciaal Museum Constant Permeke in Jabbeke, waarvan haar ouders de inwonende conciërges waren. Claeys behaalde haar licentiaat Klassieke Talen (Latijn en Grieks) aan de Rijksuniversiteit Gent en studeerde journalistiek aan de Erasmushogeschool Brussel. Als journaliste werkte ze onder meer voor De Tijd en Knack Weekend, voor ze zich in 2010 bij de redactie van De Standaard voegde.
In 2005 werd haar de Mediaonderscheiding 2005 uitgereikt door Zelfmoord1813 voor haar artikel "Boys don't cry?", dat in maart 2005 in Knack verscheen.
Ze nam in 2012 mee aan De Slimste Mens ter Wereld en moest de quiz na zeven deelnames verlaten. In de finaleweken mocht ze terugkeren, maar lag ze na een aflevering uit de quiz.
Claeys schreef in De Standaard sinds september 2016 afwisselend met Wouter Deprez columns, die in 2017 tot het boek Kortgedingen werden bijeengebracht.
Ze maakte een tweedelige documentaire over Johan Anthierens, die in februari 2021 op Canvas werd uitgezonden.